# Cantó de Rouffach
El cantó de Rouffach (alsacià kanton Rufàch) és una divisió administrativa francesa situat al departament de l'Alt Rin i a la regió del Gran Est.

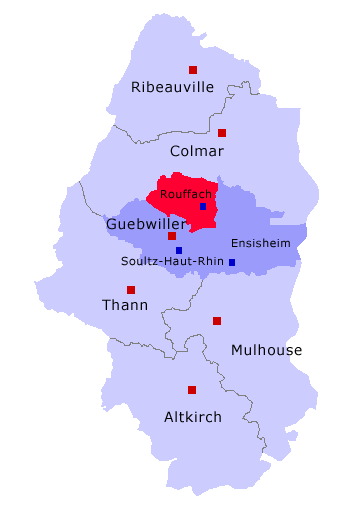
representació del cantó de Rouffach al districte de Guebwiller i al departament de l'Alt Rin

## Composició
El cantó aplega 8 comunes :
| Nom alsacià  | Nom francès   | Nom alemany   |
| Gawerschwihr | Gueberschwihr | Geberschweier |
| Gungelse     | Gundolsheim   | Gundolsheim   |
| Hàttschet    | Hattstatt     | Hattstatt     |
| Osebàch      | Osenbach      | Osenbach      |
| Pfàffene     | Pfaffenheim   | Pfaffenheim   |
| Rufàch       | Rouffach      | Rufach        |
| Sulzmàtt     | Soultzmatt    | Sulzmatt      |
| Waschthàlte  | Westhalten    | Westhalten    |

## Conseller general de l'Alt Rin
- 1994-2014: Jean-Paul Diringer (UMP), alcalde de Soultzmatt.